# Pierre Devillers
Pierre Devillers (1938) è un botanico francese, specializzato nello studio delle Orchidaceae.
Attualmente lavora presso l'"Istituto Reale di Scienze Naturali" del Belgio.

## Alcune opere
- Devillers P. & J Devillers-Terschuren (1994). Essai d'analyse systématique du genre Ophrys. Natural. belges 75 (Orchid.7, suppl.): 303-304
- Devillers P., J. Devillers-Terschuren, Vander Linden C. Palaearctic Habitats. PHYSIS Data Base.  Ed. Royal Belgian Institute of Natural Sciences. (website, www/kbinirsnb.be/cb.)
- Devillers P., J Devillers-Terschuren. Habitats of South America. In: PHYSIS Data Base, Royal Belgian Institute of Natural Sciences, PDF Online Archiviato il 27 settembre 2007 in Internet Archive.
- Devillers P., J Devillers-Terschuren (2000). Notes phylogénétiques sur quelques Ophrys du complexe d'O. fusca s.l. en Méditerranée centrale. Natural. belges 81 (Orchid. 13) : 298-322
- Devillers P., J Devillers-Terschuren (2001). Application and development of the Palaearctic habitat classification in the course of the setting up of the Emerald Project (PDF Archiviato il 27 settembre 2007 in Internet Archive.) in Convention on the conservation of European wildlive and natural habitats pp. 17–18.